# Ostbahnstraße (Dresden)
Die Ostbahnstraße war eine Straße in der Dresdner See- und Südvorstadt.
Bis 1945 verlief die Ostbahnstraße parallel zum Hochgleisdamm der Bahnstrecke Děčín–Dresden-Neustadt. Sie begann an der Werderstraße (heutige Andreas-Schubert-Straße) und mündete nach etwa 900 Metern in die Residenzstraße (heutige Gerhart-Hauptmann-Straße). Die südlich des Bahndamms verlaufende Ostbahnstraße stellte zugleich die nördliche Grenze des ab 1870 entstandenen Amerikanischen Viertels dar, nahm in diesem allerdings mit der einseitigen Bebauung entlang ihrer Südseite eine Sonderstellung ein. In den mehrgeschossigen Mietshäusern befanden sich zahlreiche Künstlerateliers.
In Nr. 2 wohnte und arbeitete Elisabeth Andrae, in Nr. 4 Wilhelm Lachnit und Ruth Meier, in Nr. 9 Hugo Bürkner, in Nr. 16 Robert Sterl, in Nr. 17 Fritz Tröger und Friedrich Wilhelm Hörnlein, in Nr. 20 die Schriftstellerin Marie Constance Freifrau von Malapert-Neufville, in Nr. 24 Erna Bercht.
Auch Arthur Bendrat (Nr. 3), Otto Griebel (Nr. 16), Hans und Lea Grundig, Peter Palitzsch, Horst Saupe (Nr. 17), Erwin Schulhoff und seine Schwester Viola (Nr. 28) waren in der Ostbahnstraße ansässig. Robert Sterl wohnte und arbeitete zunächst in der Ostbahnstraße 16 und nach seiner Eheschließung 1897 kurzzeitig in der Ostbahnstraße 10. 1898 bezog er eine Wohnung in der Ostbahnstraße 4 und unterhielt ein Atelier in der Nr. 17.
An der Ecke zur Uhlandstraße befand sich das Restaurant „Sängerhalle“. Eine Schankwirtschaft, die den Ruf einer Künstlerkneipe hatte, betrieb Max Balke. In der Ostbahnstraße 8 befand sich eine seit 1906 ununterbrochen geöffnete Gaswache.
Über die Ostbahnstraße in der Zeit des Nationalsozialismus schrieb Woldemar Winkler: „Die Ostbahnstraße, der sogenannte Dresdner Montmartre, blieb zunächst ohne Fahnen, aber bald steckten die Kommunisten ihrerseits das rote Tuch heraus, und da die Maler im wesentlichen politisch links standen, war die Ostbahnstraße fast unirot beflattert. Es wehten auch einige schwarz-rot-gelbe Fahnen der Republikaner, sprich Sozialdemokraten, aber auch schwarz-weiß-rote Fahnen sah man in den Straßen. Jeder zeigte seine Gesinnung (…), bis eines Tages der Wind mit gewaltigem Knall ein riesiges, blendend neues Fahnentuch, das vom dritten Stock bis zur ersten Etage reichte, bedeutungsvoll gegen mein Atelierfenster schlug. Die schwarze Hakenkreuzspinne auf dem weißen Spiegel leuchtete wie eine Fackel vor dem Hintergrund der schäbigen Häuser und der immer blasser und brauner werdenden Kommunistenfahnen. Prahlend und geräuschvoll meldete sich die neue Zeit.“
Die Bebauung der Ostbahnstraße wurde im Februar 1945 bei den schweren Luftangriffen auf Dresden zerstört. In der Nachkriegszeit wurde die ehemalige Straße dem Betriebsgelände des Betonwerks Strehlener Straße zugeschlagen.
Ein Gemälde von Arthur Krauss, das die anglikanische All Saints Church von der Ostbahnstraße her gesehen zeigt, ist erhalten geblieben. Die Kirche selbst hatte das gleiche Schicksal wie die Bauten in der Ostbahnstraße; ihre Ruinenreste wurden 1952 abgerissen und der Platz wurde überbaut.